# Shane Wright
Shane Wright (* 5. Januar 2004 in Burlington, Ontario) ist ein kanadischer Eishockeyspieler, der seit Juli 2022 bei den Seattle Kraken in der National Hockey League (NHL) unter Vertrag steht. Das Team hatte den Center im NHL Entry Draft 2022 an vierter Position ausgewählt.

## Karriere
In Anbetracht von Wrights Leistungen im Juniorenbereich bis zum Sommer 2019 wurden ihm von Seiten der Ontario Hockey League (OHL) in der Saison 2019/20 der Status eines außergewöhnlichen Spielers (exceptional player status) zuerkannt, der es ihm erlaubte, bereits im Alter von 15 – statt der üblichen 16 – Jahren an der  Priority Selection der OHL des Jahres 2019 teilzunehmen. Er war erst der fünfte Spieler, dem dieser Status zuerkannt wurde. Vor ihm erhielten unter anderem John Tavares, Aaron Ekblad und Connor McDavid diesen Status. Wright wurde von den Kingston Frontenacs in der ersten Runde des Drafts ausgewählt. Am 20. September 2019 gab Wright im Alter von 15 Jahren sein OHL-Debüt gegen die Oshawa Generals. Eine Woche später erzielte Wright bei einer 1:4-Niederlage gegen die Oshawa Generals das erste OHL-Tor seiner Karriere. Am 30. Dezember ernannten die Frontenacs Wright zum Assistenzkapitän, womit er der jüngste Spieler in diesem Amt in der Geschichte der OHL wurde. Am 29. Februar erzielte Wright beim 6:1-Sieg gegen die Flint Firebirds seinen ersten OHL-Hattrick in seiner Karriere, als er drei Tore und einen Assist beisteuerte und damit die höchste Punktzahl seiner Karriere in einem Spiel erzielte. Wright beendete die Saison 2019/20 mit 39 Toren und 66 Punkten in 58 Spielen. Wright wurde zum Gewinner des Emms Family Award für den OHL-Rookie des Jahres und zum CHL Rookie of the Year ernannt.
Aufgrund der COVID-19-Pandemie wurde die OHL-Saison 2020/21 abgesagt und Wright bestritt kein Spiel. Für die Saison 2021/22 kehrte Wright zu den Frontenacs zurück. Am 8. Oktober 2021 wurde Wright zum Mannschaftskapitän des Teams ernannt. Die Spielzeit beendete er mit 94 Punkten aus 63 Partien und wurde daher ins OHL Third All-Star Team berufen. Zudem zeichnete ihn die Canadian Hockey League (CHL) mit dem CHL Top Draft Prospect Award aus.
Im anstehenden NHL Entry Draft 2022 galt er als eines der herausragenden Talente und wurde sogar lange Zeit als wahrscheinlicher First Overall Pick gehandelt. Letztlich wählten ihn die Seattle Kraken an vierter Position und statteten ihn wenige Tage später mit einem Einstiegsvertrag aus. Im Oktober 2022 gab er sein Debüt in der National Hockey League (NHL), kam darüber hinaus aber vorerst nur zu sporadischen Einsätzen und lief teilweise auch beim Farmteam der Kraken, den Coachella Valley Firebirds in der American Hockey League (AHL) auf. Im Januar 2023 entschloss man sich schließlich, ihn direkt nach der U20-Weltmeisterschaft vorerst zurück zu den Frontenacs in die OHL zu schicken. Ohne erneut für diese aufzulaufen, wurde er wenige Tage später in einem größeren Tauschgeschäft an die Windsor Spitfires abgegeben. Zum Saisonende kehrte er dann zu den Firebirds in die AHL zurück, mit denen er in den Playoffs das Finale um den Calder Cup erreichte, dort allerdings den Hershey Bears unterlag. Das gleiche, eine Finalniederlage gegen Hershey, musste er auch am Ende der AHL-Spielzeit 2023/24 mit den Firebirds hinnehmen.
Zur Saison 2024/25 etablierte sich Wright im NHL-Aufgebot der Kraken und beendete seine erste komplette Spielzeit mit 44 Scorerpunkten in 79 Partien.

### International
Wright führte die kanadische U18-Nationalmannschaft als Mannschaftskapitän zur Goldmedaille bei der U18-Weltmeisterschaft 2021, wurde Zweiter in der Torschützenliste des Turniers und erzielte zwei Tore im Finale gegen Russland. Des Weiteren nahm er am abgebrochenen Turnier der U20-Weltmeisterschaft 2022 teil. Beim Turnier des Folgejahres hingegen führte er die kanadische U20-Nationalmannschaft als Kapitän zur insgesamt 20. Goldmedaille dieser Altersstufe.

## Erfolge und Auszeichnungen
| - 2019 Jack Ferguson Award - 2020 Emms Family Award - 2020 OHL First All-Rookie Team - 2020 CHL Rookie of the Year | - 2022 OHL Third All-Star Team - 2022 CHL Top Draft Prospect Award - 2024 AHL Top Prospects Team |

### International
- 2021 Goldmedaille bei der U18-Weltmeisterschaft
- 2023 Goldmedaille bei der U20-Weltmeisterschaft

## Karrierestatistik
Stand: Ende der Saison 2024/25

### International
Vertrat Kanada bei:
- World U-17 Hockey Challenge 2019
- U18-Weltmeisterschaft 2021
- U20-Weltmeisterschaft 2022
- U20-Weltmeisterschaft 2023

(Legende zur Spielerstatistik: Sp oder GP = absolvierte Spiele; T oder G = erzielte Tore; V oder A = erzielte Assists; Pkt oder Pts = erzielte Scorerpunkte; SM oder PIM = erhaltene Strafminuten; +/− = Plus/Minus-Bilanz; PP = erzielte Überzahltore; SH = erzielte Unterzahltore; GW = erzielte Siegtore; 1 Play-downs/Relegation; Kursiv: Statistik nicht vollständig)